# Vörösképű törpeguvat
A vörösképű törpeguvat (Laterallus xenopterus) a madarak osztályának darualakúak (Gruiformes) rendjébe és a guvatfélék (Rallidae) családjába tartozó faj.

## Rendszerezése
A fajt Henry Boardman Conover amerikai amatőr ornitológus írta le 1934-ben.

## Előfordulása
Dél-Amerikában, Bolívia, Brazília és Paraguay területén honos. Természetes élőhelyei a szubtrópusi vagy trópusi mocsarak, elárasztott szavannák és gyepek, tavak környékén. Állandó, nem vonuló faj.

## Megjelenése
Testhossza 14 centiméter, testtömege 51–53 gramm.

## Természetvédelmi helyzete
Az elterjedési területe nagyon nagy, viszont szétapródozott, előfordulhat, hogy a más helyeken is észlelik és változik a helyzete, egyedszáma 2500-9999 példány közötti és csökken. A Természetvédelmi Világszövetség Vörös listáján sebezhető fajként szerepel.